# Navarra (Weinbaugebiet)

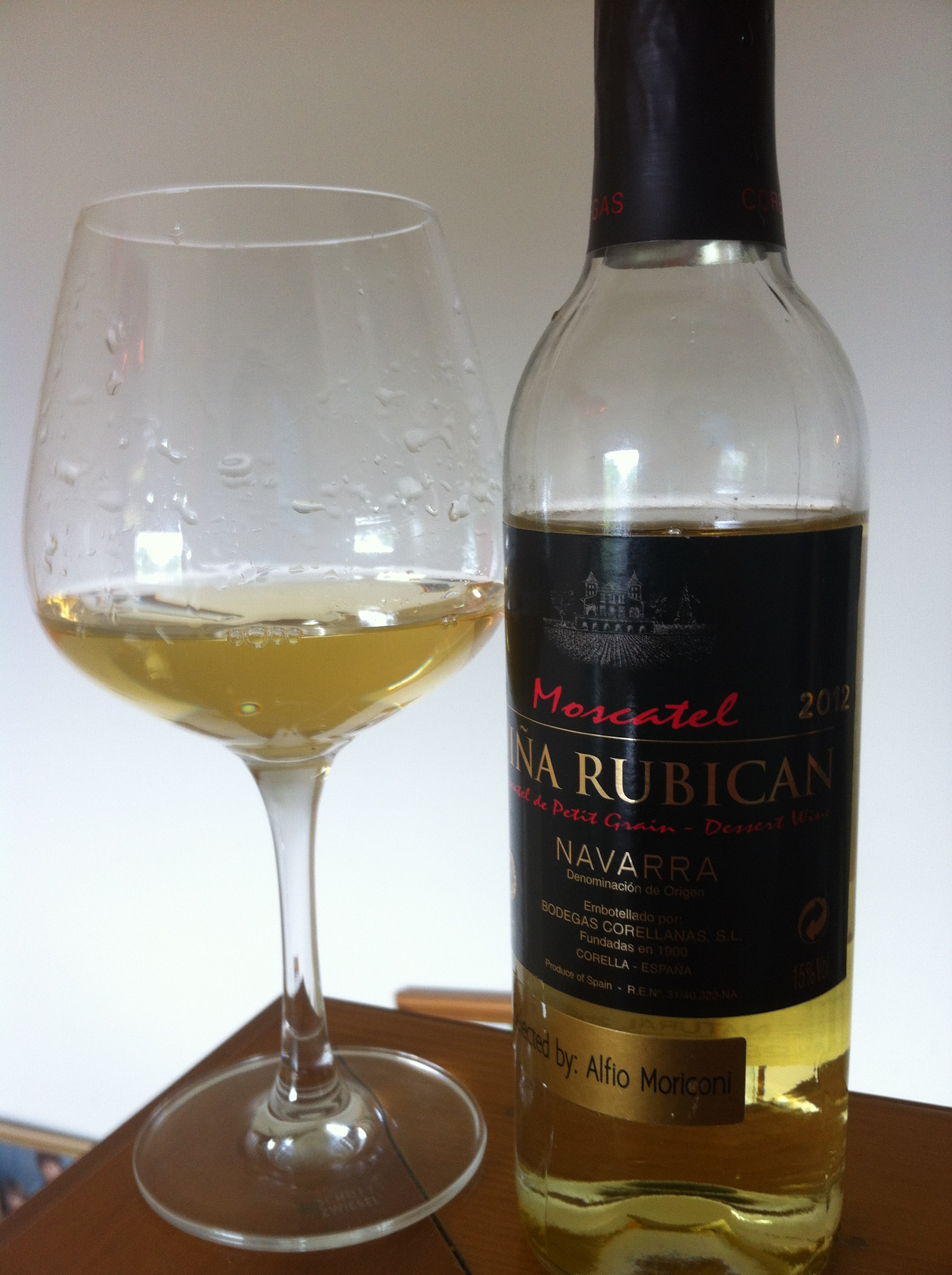

Lage des Navarra-Weinbaugebietes im Norden von Spanien

Navarra ist ein spanisches Weinbaugebiet in der Region Navarra. Die Anbaufläche beträgt 15.900 Hektar. Seit 1975 verfügt das Gebiet über den Status einer D.O. (Denominación de Origen).
Um 1900 erstreckte sich die Anbaufläche auf über 50.000 ha. Durch die Verbreitung der Reblaus wurde ein Großteil der Flächen vernichtet. Eine Erholung kam recht spät. Während in Ribera del Duero die Rebflächen ab 1985 einen gewaltigen Boom kannten, scheint Navarra die Talfahrt erst in den letzten Jahren überwunden zu haben. Wo einst die Pilger nach Santiago de Compostela nach der Überquerung der Pyrenäen rasteten, wachsen jetzt wieder Reben. Die Weine der besten Bodegas können sich mit Spitzenweinen aus dem Rioja durchaus messen; bei Preisen die oft nur halb so hoch sind.
Die Niederschlagsmenge liegt bei 480 bis 660 mm/Jahr, die mittlere Sonnenscheindauer bei 2.200–2.500 Stunden/Jahr. Südlich von Pamplona liegen fünf Unterbezirke, die über die besten Voraussetzungen in puncto Klima und Böden verfügen:
- Baja Montaña,
- Ribera Baja,
- Ribera Alta,
- Tierra Estella,
- Valdizarbe.

## Rebsorten
Die robuste rote Sorte Garnacha bedeckte einst 85 % der Rebfläche. Durch die Umstellung von der traditionellen Erzeugung einfacher Rosado-Weine auf modernen Rotweinanbau ging die Fläche kontinuierlich auf bis heute 45 % zurück. Sie hält sich insbesondere im heißen Süden der Region. Der Anteil der Roséweine, die in der Regel viel Trinkfreude für wenig Geld bieten, beläuft sich auf ca. 20 % der gesamten Weinproduktion von Navarra. Beflügelt durch den Erfolg der Weine aus dem Priorat ist das Interesse alter Garnacha-Bestände wieder gewachsen. Erste sortenreine Weine zeigen das große Potenzial dieser Rebsorte auf.
Die rote Rebsorte Tempranillo war einst auf gerade 5 % der Rebfläche zu finden. Durch die Qualitätsoffensive ist ihr Anteil auf über 27 % angestiegen; sie ist die bevorzugte Sorte für die Herstellung hochwertiger Gewächse.
Die roten Sorten Cabernet Sauvignon (ca. 9 %) und Merlot (ca. 6 %) ergeben zwar keine guten sortenreine Rotweine, sind aber für einen Verschnitt mit Tempranillo interessant.
Die weiße Viura belegt nur noch 5 % der Rebfläche und das Interesse verlagert sich zunehmend auf den Chardonnay (ca. 2 %). Ergänzt wird der Rebsortenspiegel noch durch die Sorten Graciano, Garnacha blanca, Malvasia und Moscatel.